# 合力镇
合力镇是中华人民共和国四川省达州市渠县下辖的一个乡镇级行政单位。2019年12月，撤消天星镇，以原天星镇合力社区、新园社区、文昌社区、合力村和李渡镇九岭村、大林村以及原双土乡所属行政区域为合力镇的行政区域。

## 行政区划
合力镇下辖以下地区：
合力社区、新园社区、文昌社区、合力村、九岭村、大林村，双土村、吴寨村、燕山村、石碾村、园锋村和高拱村。